# Acer shirasawanum
Acer shirasawanum es una especie de arce nativo de Japón, el centro y sur de Honshū (hacia el sur de la Prefectura de Fukushima), Shikoku y Kyushu.

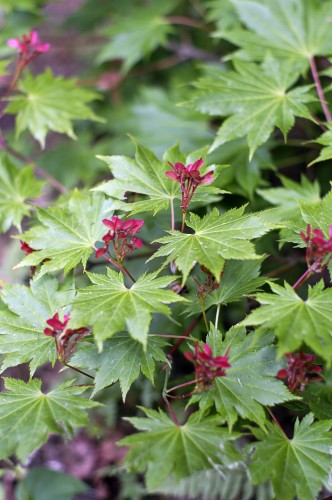
Hojas y frutos inmaduros.

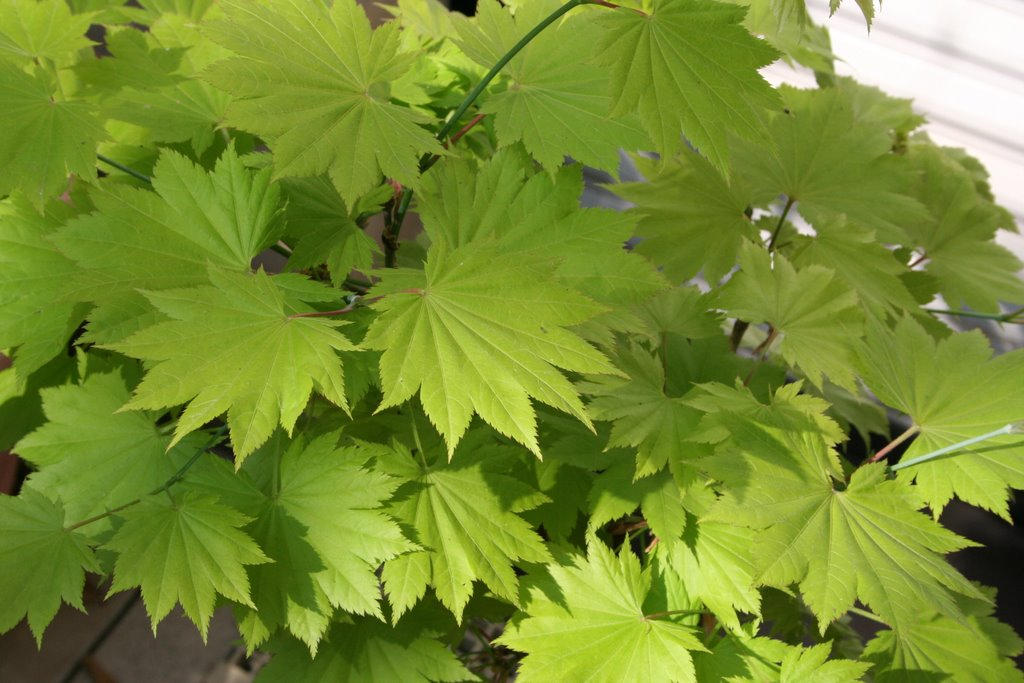
Cultivar 'Aureum', follaje.

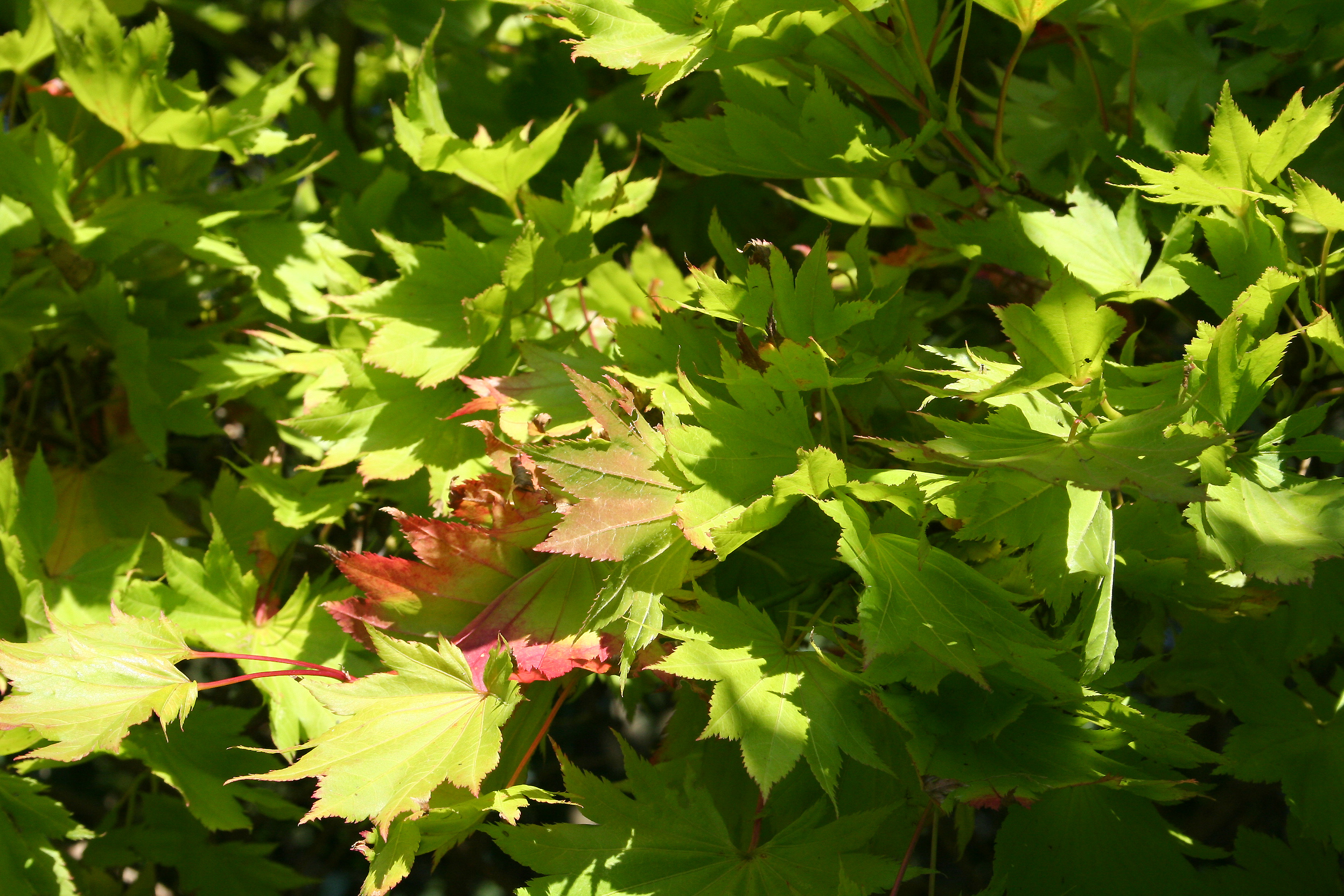
Cultivar 'Aureum', follaje en otoño.

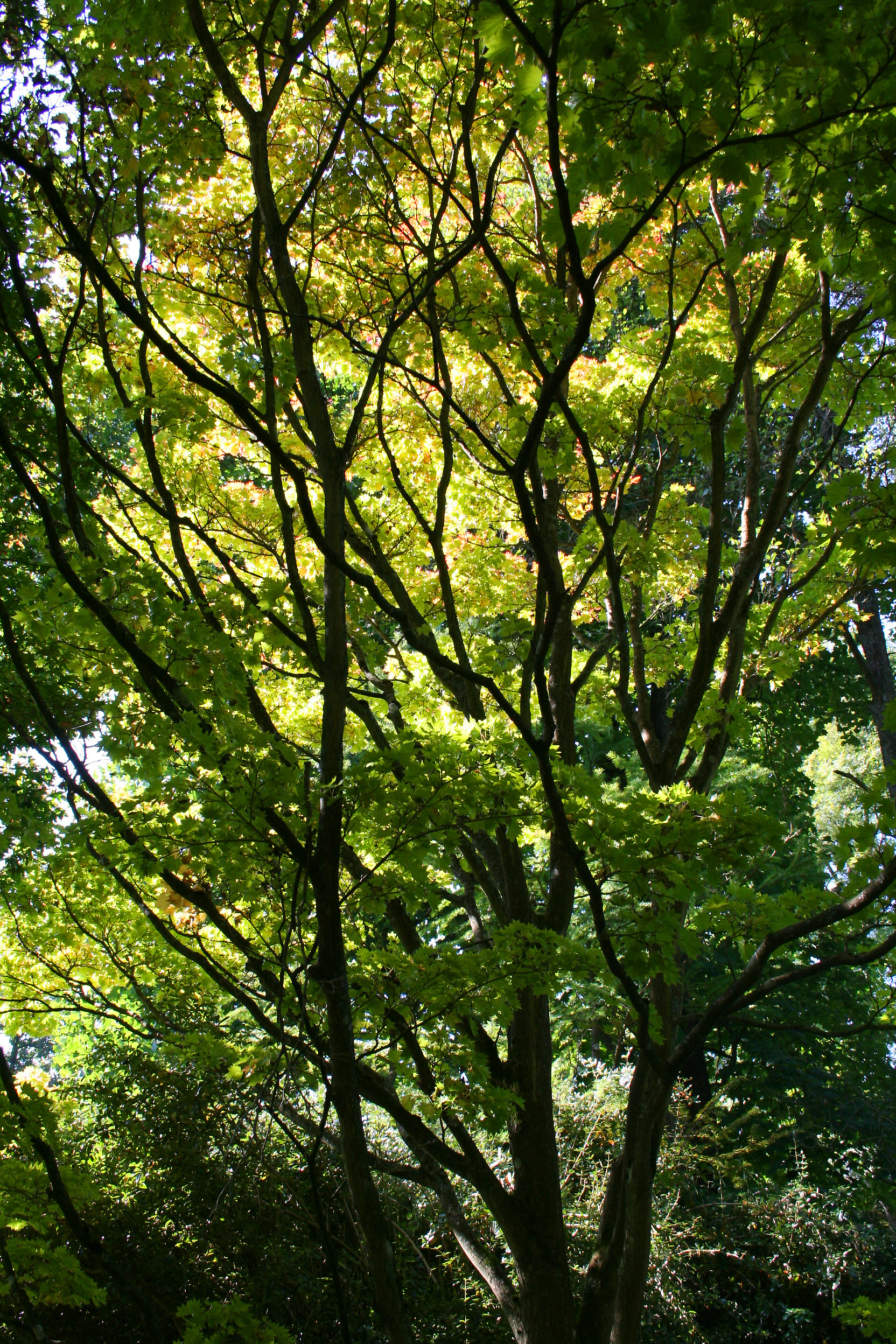
Cultivar 'Aureum', en Arboretum Robert Lenoir Rendeux (Belgium).

## Descripción
Es un gran arbusto caducifolio o pequeño árbol de 8 a 15 m de alto con un tronco de hasta 50 cm de diámetro. La corteza es lisa en árboles jóvenes y viejos. Los brotes son delgados, y sin pelo. Las hojas son redondeadas, 4.5 a 8 cm de largo y 6 a 12 cm de ancho, palmeado venoso y lobulado, con 9 a 13 (raramente 7) lóbulos dentados superficialmente incisos, son lampiños o peludos finamente en un primer momento con los pelos blancos, el pecíolo es de 3 a 7 cm de largo y sin pelo. En otoño, las hojas se vuelven de color oro brillante o anaranjado a rojo oscuro. Las flores son de 1 cm de diámetro, con cinco sépalos oscuros de rojo púrpura, cinco pétalos pequeños blanquecinos (con pronta pérdida), y estambre rojo, son andromonoica, con inflorescencias que contienen flores de cualquier sexo, o simplemente macho, y son producidos 10 o 20 juntos en levantar corimbos terminales a principios de primavera poco después que aparezcan las hojas. El fruto es una pareja de sámaras con núculas de 50 a 10 mm de diámetro, con un ala de 20 a 25 mm, por encima de las hojas erectas, de color rojo brillante a marrón en su maduración.
Se distingue de sus parientes cercanos, Acer japonicum y Acer sieboldianum, por sus brotes de pelo, del A. sieboldianum también por sus flores de color rojo sin amarillo.

## Variedades
Algunas autoridades, en especial en la horticultura, todavía utilizan la clasificación anterior, incluyendo la especie en A. japonicum; muchos ejemplares en cultivo también siguen siendo mal etiquetados como A. japonicum.
Dos variedades son aceptadas:
- Acer shirasawanum subsp. shirasawanum
- Acer shirasawanum subsp. tenuifolium

## Cultivo y usos
Se cultiva como árbol ornamental en jardines por su follaje y color en la caída de sus hojas, pero se ve mucho menos frecuente que el Acer palmatum (Arce japonés). Un número de cultivares han sido seleccionados; el "Aureum" A. shirasawanum de color más claro es muy cultivado, mucho más común en el cultivo de la especie principal; se propaga por injerto en especies de Acer más resistentes y de rápido crecimiento, en particular con A. palmatum y A. japonicum.

## Taxonomía
Acer shirasawanum fue descrita por Gen-Iti Koidzumi y publicado en J. Coll. Sci. Imp. Univ. Tokyo 32(1): 38 1911.
Etimología
Acer: nombre genérico que procede del latín ǎcěr, -ĕris = (afilado), referido a las puntas características de las hojas o a la dureza de la madera que, supuestamente, se utilizaría para fabricar lanzas. Ya citado en, entre otros, Plinio el Viejo, 16, XXVI/XXVII, refiriéndose a unas cuantas especies de Arce.
shirasawanum: epíteto
Sinonimia
- Acer dissectum var. tenuifolium (Koidz.) Koidz.
- Acer japonicum var. aureum Siesmayer
- Acer japonicum f. aureum (Siesmayer) Schwer.
- Acer japonicum var. microphyllum Siesmayer
- Acer tenuifolium (Koidz.) Koidz.[9][10]